# Тверской, Лев Михайлович
Лев Михайлович Тверской (1889—1972, Ленинград) — советский архитектор, градостроитель.

## Биография
В 1914 году окончил Институт гражданских инженеров. В 1918—1923 годах продолжил образование в Высшем художественно-техническом институте в Петрограде (бывшая Императорская Академия художеств), где учился в мастерской И. А. Фомина.
С 1908 года, будучи студентом, работал помощником архитектора на различных стройках Санкт-Петербурга. В частности, был помощником М. М. Перетятковича. Во время учёбы в институте написал первую научную работу, посвящённую вопросам инсоляции. В этой работе предложил методику определения оптимальной ширины улицы и высоты стоящих на ней зданий в зависимости от географической широты и ориентации улицы.
После Октябрьской революции работал в «Мастерской по урегулированию плана города Ленинграда и его окраин», в коллектив которой входили также Л. А. Ильин и В. А. Витман. Принимал участие в разработке плана «Большого Ленинграда», работал над проектом планировки Володарского района. Активно участвовал в открытых конкурсах на архитектурные и градостроительные темы. В 1920—1930-х годах сотрудничал с архитектором Н. А. Троцким, совместно с которым разработал ряд конкурсных проектов. Л. М. Тверской внёс вклад в решение художественной композиции ленинградского Дома Советов, спроектированного Н. А. Троцким в середине 1930-х годов.
С 1919 года работал над темой «Пригородная зона Ленинграда». Его «эскиз планировки пригородной зоны Ленинграда» имел важное значение, он заложил основные принципы формирования пригородной зоны города. В 1930-х годах, после проведения детальных рекогносцировочных обследований территории о разработки оснований с участием крупных специалистов города, эта работа получила дальнейшее развитие. Среди предложений Л. М. Тверского — создание первого зелёного пояса между Обводным каналом и южным районом строительства. Он также предлагал организовать новый общественный центр обслуживания на границе старого города и периферийных районов, который был бы одинаково удобен для населения города и пригородов.
Сделал ряд предложений по организации ландшафтов Ленинградской пригородной зоны. Предложил организовать на отмелях дельты Невы систему островов отдыха.
Занимался вопросами композиции городского ансамбля. Предложил метод «ландшафтной инвентаризации», смысл которого — фотофиксация наиболее интересных и художественно значимых видов города.
После Великой Отечественной войны написал большую работу, посвящённую проектированию микрорайонов. Согласно разработанным им принципам, микрорайон должен быть целостной территорией, нигде не пересекаемой магистралями. В начале 1950-х годов разработал принципы формирования микрорайона для многоэтажного строительства. Занимался разработкой композиции ландшафта микрорайона.
В своей работе «Русское градостроительство до конца XVII века» провёл исторический анализ планировки древнерусских городов.
С 1928 года более сорока лет являлся профессором Института имени И. Е. Репина. Несколько лет преподавал в Ленинградском инженерно-строительном институте. Разработал курс лекций по градостроительству.

## Семья
Жена — Люси Дмитриевна Акопова (1896—1969) — архитектор

## Проекты и постройки
- Проект планировки Путиловского района (1919—1920 гг.; конкурс; 1-я премия[1]; соавтор Троцкий Н. А.)
- Проект «Красных Терм» (1920; конкурс; 1-я премия)[1]
- Проект жилого дома (1921; конкурс; 1-я премия)[1]
- Проект коллективного жилища (1921; конкурс; 1-я премия)[1]
- Проект Дома культуры в Ленинграде (1925; конкурс; 1-я премия)[1]
- Проект зональной планировки Володарского района Ленинграда.
- Жилой квартал на Кондратьевском пр. в Ленинграде (соавторы: Бурышкин Д. П., Малышев Л. М.; конкурс Комитета содействия строительству при Леноблисполкоме; 1-я премия)[1]
- Жилые дома рабочих на ул. Ткачей и ул. Бабушкина в Володарском районе Ленинграда (1926—1927 гг.; соавтор Бурышкин Д. П.)

## Печатные труды Льва Тверского
- Планировка городов с точки зрения жилищного вопроса. Пг. 1922 г.
- Устройство коллективных жилищ. М. 1925 г.
- Современное жилстроительство в Германии. Отчёт о заграничной командировке Ленсовета. Л. 1926 г.
- Влияние инсоляции на планировку населённых мест. Л. 1932 г.
- Применение аэрофотосъёмки к планировке городов. Л. 1933 г.
- Русское градостроительство до конца XVII века. М., Л.: Гос. изд. литературы по строительству и архитектуре. 1953 г.